# Vanessa Plümer
Vanessa Plümer (* 23. Mai 2000 in Ribnitz-Damgarten) ist eine deutsche Handballspielerin, die zuletzt für den deutschen Zweitligisten Werder Bremen auflief.

## Karriere
Plümer begann das Handballspielen im Jahr 2007 beim Stralsunder HV. Nachdem sich die Linkshänderin im Jahr 2012 dem SV Fortuna ’50 Neubrandenburg angeschlossen hatte, wechselte sie vier Jahre später zum Frankfurter Handball Club. Dort zog sich die damalige Rückraumspielerin im Januar 2017 einen Kreuzbandriss zu und musste anschließend pausieren. In der Saison 2018/19 lief sie für die Damenmannschaft des Frankfurter Handball Club in der 3. Liga auf. Zusätzlich gehörte Plümer dem Kader der A-Jugendmannschaft an, mit der sie in derselben Spielzeit im Viertelfinale der A-Juniorinnen Bundesliga stand.
Plümer, die zwischenzeitig auf die Außenposition gewechselt war, schloss sich im Sommer 2019 dem Bundesligisten HSG Bad Wildungen an. Aufgrund einer Schulteroperation musste Plümer die erste Saisonhälfte 2019/20 pausieren. Bis zum coronabedingten Saisonabbruch erzielte sie drei Treffer für Bad Wildungen. In der darauffolgenden Spielzeit, durch die sie ohne große Verletzungen kam, warf sie insgesamt 23 Tore. Ab der Saison 2022/23 stand sie beim Zweitligisten Werder Bremen unter Vertrag. Nach der Saison 2023/24 verließ sie den Verein.